# Nordisk Jernbane-Klub
Nordisk Jernbane-Klub (NoJK) er en dansk klub stiftet i 1988.
Foreningens  formål er at arrangere udflugter i de nordiske lande. 
Hovedvægten på udflugterne er lagt på besøg af jernbaner og andre transportmidler, eksempelvis  skibe, sporvogne etc.
Klubben er i besiddelse af et dieselmotorvogntog fra de Norges Statsbaner (NSB) af typen 86, en motorvogn, Bm 86.28 og en styrevogn med pak- og postrum, BDfs86.76, der er fuldt køreklar.